# Kopčany (kraj trnawski)
Kopčany (niem. Koptschan, węg. Kopcsány) – wieś w zachodniej Słowacji przy granicy z Czechami w powiecie Skalica kraju trnawskiego.

## Historia
Najstarsza wzmianka pisana o Kopčanach pochodzi z roku 1392. Jednakże miejscowość jest znacznie starsza. W IX wieku była częścią aglomeracji Mikulčice, ważnego ośrodka państwa wielkomorawskiego.
W Kopčanach znajduje się jeden z najstarszych zachowanych zabytków Wielkiej Morawy Kościół Świętej Małgorzaty z Antiochii.
Z Kopčan pochodził ojciec pierwszego prezydenta niepodległej Czechosłowacji, Tomáša Masaryka. 
Urodził się tu także słowacki as myśliwski z czasów walk na froncie wschodnim II wojny światowej, Izidor Kovárik. 
Zapisy parafialne z miejscowości przechowywane są słowackim archiwum państwowym w Bratysławie:
- parafia rzymskokatolicka: 1678–1910
- parafia luterańska: 1786–1895

W 2018 miejscowość miała populację 2509 osób.